# Spiegel (Familienname)
Spiegel ist ein deutschsprachiger Familienname.

## Adelshäuser
- Herren von Spiegel zum Desenberg und Spiegel zu Peckelsheim, Uradel in Westfalen, siehe Spiegel (westfälisches Adelsgeschlecht)
- Familie von Spiegel, Uradel in Sachsen und Schlesien, siehe Spiegel (sächsisches Adelsgeschlecht)

## Namensträger

### A
- Adolf Spiegel (Chemiker) (1856–1938), deutscher Chemiker
- Adolf von Spiegel zu Peckelsheim (1809–1872), deutscher Gutsbesitzer und preußischer Landrat
- Adolph von Spiegel-Borlinghausen (1792–1852), deutscher Offizier und Beamter
- Adriaan van de Spiegel (auch Adriaan van den Spieghel oder Adrianus Spigelius; 1578–1625), flämischer Anatom, Chirurg und Botaniker
- Albert Spiegel (* 1940), deutscher Diplomat
- Alfons Spiegel (1928–2004), deutscher Journalist
- Alfred Spiegel-Schmidt (* um 1943), deutscher Heimatforscher
- Anne Spiegel (* 1980), deutsche Politikerin (Bündnis 90/Die Grünen)

### B
- Bella van der Spiegel-Hage (* 1948), niederländische Radrennfahrerin
- Bernhard Spiegel (1826–1895), deutscher Theologe und Kirchenhistoriker
- Bernt Spiegel (1926–2025), deutscher Psychologe und Motorradspezialist
- Boruch Spiegel (1919–2013), kanadisch-polnischer Holocaust-Überlebender und Widerstandskämpfer

### C
- Carmen Spiegel (* 1956), deutsche Sprachwissenschaftlerin
- Cornelia Spiegel-Behnke (* 1971), deutsche Geologin und Hochschullehrerin

### D
- Dennis Spiegel, US-amerikanischer Autor von Filmmusik

### E
- Edgar von Spiegel von und zu Peckelsheim (1885–1965), deutscher Marineoffizier und Schriftsteller
- Egon Spiegel (* 1952), deutscher Theologe
- Elmar Freiherr von Spiegel (1940–2014), deutscher Unternehmer
- Emil Spiegel (1869–1923), österreichisch-tschechischer Jurist und Schriftsteller
- Erasmus Spiegel (um 1500–1551), kursächsischer Hofmarschall
- Erich Spiegel (1919–1984), deutscher Politiker
- Erika Spiegel geb. Jacke (1925–2017), deutscher Sozialwissenschaftlerin
- Ernest Adolf Spiegel (1895–1985), US-amerikanischer Neurologe
- Ernst Ludwig von Spiegel (1711–1785), deutscher Rittergutsbesitzer und Domherr zu Halberstadt
- Evan Spiegel (* 1990), US-amerikanischer Internet-Unternehmer

### F
- Fedor von Spiegel (1845–nach 1907), deutscher Rittergutsbesitzer und Politiker, MdR
- Ferdinand Spiegel (1879–1950), deutscher Maler, Grafiker und Illustrator
- Ferdinand August von Spiegel (1764–1835), deutscher Geistlicher, Erzbischof von Köln
- Franz Wilhelm von Spiegel (1752–1815), deutscher Adeliger
- Friedrich Spiegel (Orientalist) (Friedrich von Spiegel; 1820–1905), deutscher Orientalist und Iranist
- Friedrich Spiegel-Schmidt (1912–2016), ungarndeutscher evangelischer Pfarrer, Theologe und Historiker
- Friedrich Ernst von Spiegel (1770–1817), Ritter des Deutschen Ordens
- Friedrich Wilhelm von Spiegel zum Desenberg (1775–1807), deutscher Bergbeamter

### G
- Gabrielle Spiegel (* 1943), amerikanische Mediävistin
- Georg Spiegel (1895–1960), deutscher Politiker (SPD/SED) und Widerstandskämpfer
- Gerd Spiegel (* 1943), deutscher Journalist
- Goswin Anton von Spiegel zum Desenberg und Canstein (1712–1793), Subdiakon und Domherr in verschiedenen Bistümern

### H
- Hans Spiegel (Architekt) (1893–1987), deutscher Architekt und Burgenforscher
- Hans Spiegel (Maler) (1893–1966), deutscher Maler und Hochschullehrer
- Hans Spiegel (General) (* 1921), deutscher Generalmajor
- Hans-Georg Spiegel (* 1970), deutscher Musiker (Posaune, Akkordeon) und Hochschullehrer
- Harry Spiegel (1910–2000), österreichisches Mitglied der Internationalen Brigaden und der Résistance
- Hartmut Spiegel (* 1944), deutscher Mathematiker und Hochschullehrer
- Heinrich von Spiegel zum Desenberg (?–1380), Benediktinermönch und Fürstabt von Corvey
- Helga Kohler-Spiegel (* 1962), österreichische Theologin
- Helmut Spiegel (1932–2014), deutscher Autor und Redakteur
- Hendrik Laurenszoon Spiegel (1549–1612), niederländischer Dichter und Humanist
- Henny Geiger-Spiegel (1856–1915), deutsche Bildhauerin
- Hermann Spiegel (Radsportler), deutscher Radrennfahrer
- Hermann Spiegel (* 1940), deutscher Lehrer, Heimatforscher und Imker
- Hieronymus Spiegel (1699–1779), deutscher Orgelbauer
- Hiltrud von Spiegel (1951–2019), deutsche Sozialpädagogin und Hochschullehrerin
- Hubert Spiegel (* 1962), deutscher Journalist und Literaturwissenschaftler
- Hugo Spiegel (1905–1987), deutscher Viehhändler

### J
- Jakob Spiegel (1483–um 1547), Geheimsekretär, Humanist und Rechtswissenschaftler
- Jeremias Spiegel (auch: Spigel, Spigelius, Longosalissanus; 1589–1637), deutscher Theologe und Rhetoriker
- Joachim Spiegel (1911–1989), deutscher Ägyptologe
- Johann Spiegel (zu Peckelsheim; um 1480–1559), Erbmarschall des Hochstifts Paderborn
- Josef Spiegel (* 1954), deutscher Soziologe, Autor, Ausstellungskurator und Geschäftsführer Stiftung Künstlerdorf Schöppingen
- Josef F. Spiegel (1927–2007), deutscher Theologie-Professor, Diakon und Autor
- Joseph von Spiegel zu Peckelsheim (1878–1949), Landrat des Kreises Warburg (1933–1943)
- Julius Hans Spiegel (1891–1974), deutscher Maler und Tänzer
- Jürgen Spiegel (* 1972), deutscher Schlagzeuger und Produzent

### K
- Käthe Spiegel (1898–1941/1945), österreichisch-tschechoslowakische Historikerin
- Karl Spiegel (Volkskundler) (1863–1920), deutscher Lehrer und Märchensammler
- Karl Spiegel (Politiker, 1868) (1868–1932), deutscher Gewerkschafter und Politiker (SPD)
- Karl Spiegel (Politiker, II), österreichischer Politiker (NSDAP)
- Karl Spiegel (Skispringer), estnischer Skispringer

### L
- Laurie Spiegel (* 1945), US-amerikanische Komponistin
- Leopold Spiegel (Orgelbauer) (um 1680–1730), deutscher Orgelbauer
- Leopold Spiegel (Chemiker) (Leopold Julius Spiegel; 1865–1927), deutscher Chemiker, Pharmakologe und Politiker
- Leopold Spiegel (Jurist) (1876–1942), deutscher Rechtsanwalt und NS-Opfer
- Leopold Spiegel (Kunstsammler) (1911–2006), deutsch-südafrikanischer Geschäftsmann und Kunstsammler
- Luca Spiegel (* 2004), deutscher Radrennfahrer
- Ludwig Spiegel (1864–1926), deutscher Jurist

### M
- Magda Spiegel (1887–1944), deutsche Opernsängerin (Alt)
- Marga Spiegel (1912–2014), deutsche Holocaust-Überlebende und Autorin
- Maria Anna Benedicta von Spiegel (1874–1950), deutsche Ordensgeistliche, Äbtissin von St. Walburg in Eichstätt
- Maria Aurora Spiegel (vor 1685–1725), Beutetürkin, Pflegetochter der Gräfin Aurora von Königsmarck
- Mark Spiegel (* 1960), US-amerikanischer Wirtschaftswissenschaftler
- Markus Spiegel (* 1952), österreichischer Musikproduzent
- Mona Spiegel-Adolf (1893–1983), austroamerikanische Pathologin und Chemikerin
- Murray R. Spiegel (1923–1991), US-amerikanischer Mathematiker

### N
- Norbert Spiegel, Geburtsname von Nachum Golan (1915–1991), israelischer Militär

### O
- Otto Spiegel (1880–1965), deutscher Pädiater (KZ Sachsenhausen)

### P
- Paul Spiegel (1937–2006), deutscher Journalist, Unternehmer und jüdischer Funktionär
- Peter Spiegel (Künstler) (* 1944), deutscher Maler, Grafiker und Verleger
- Peter Spiegel (* 1953), deutscher Autor und Unternehmer
- Petra Spiegel, deutsche Sängerin und Musikerin
- Pirmin Spiegel (* 1957), deutscher Theologe, Entwicklungshelfer und kirchlicher Verbandsfunktionär

### R
- Raphael Spiegel (* 1992), Schweizer Fußballtorhüter
- Renia Spiegel (1924–1942), polnisch-jüdisches Mädchen, Tagebuchautorin, Opfer des Holocaust
- Roland Spiegel (* 1960), deutscher Journalist, Buchautor und Redakteur
- Rudolf Spiegel (1925–2013), deutscher Journalist und Autor
- Russ Spiegel (* 1962), US-amerikanischer Jazzmusiker

### S
- Sam Spiegel (1901–1985), US-amerikanischer Filmproduzent
- Scott Spiegel (* 1957), US-amerikanischer Regisseur, Drehbuchautor, Schauspieler und Produzent
- Simon Spiegel (* 1977), Schweizer Filmwissenschaftler

### T
- Theodor Hermann von Spiegel (1712–1779), westfälischer Landdrost
- Tilly Spiegel (1906–1988), österreichische Autorin, Widerstandskämpferin gegen den Nationalsozialismus und NS-Forscherin
- Tomas Van Den Spiegel (* 1978), belgischer Basketballspieler

### V
- Volker Spiegel (* 1963), deutscher Volleyballtrainer

### W
- Walter Spiegel (* 1927), deutscher Fotograf
- Werner Adolf Heinrich von Spiegel (1754–1828), Rittergutsbesitzer und Domherr zu Halberstadt
- Werner Friedrich Julius Stephan von Spiegel (1802–1877), deutscher Rittergutsbesitzer und Domherr
- Wilhelm Spiegel (1876–1933), deutscher Rechtsanwalt

### Y
- Yorick Spiegel (1935–2010), deutscher Theologe